# Paracylicolaimus brevisetosus
Paracylicolaimus brevisetosus är en rundmaskart som beskrevs av Platonova 1970. Paracylicolaimus brevisetosus ingår i släktet Paracylicolaimus och familjen Leptosomatidae. Inga underarter finns listade i Catalogue of Life.